# Peniscancer
Peniscancer är cancer i penis. Den uppträder ofta på ollonet och är oftast av typen skivepitelcancer. Riskfaktorer är bland annat infektion med humant papillomavirus, rökning, smegma, fimos, psoriasisbehandling, ålder, AIDS och dålig hygien. Män som inte omskurits som barn löper en ökad risk att drabbas av peniscancer än män vars förhud avlägsnats under barndomen. Man har dock inte kunnat se samma effekt i de fall då förhuden har avlägsnats i vuxen ålder. Vissa studier pekar snarare på att det kan medföra en ökad risk för denna cancerform att få detta ingrepp utfört som vuxen. Man vet inte exakt varför omskärelse hos pojkar medför en minskad risk för peniscancer, men tror att det kan ha en koppling till andra kända riskfaktorer såsom förekomst av smegma. Peniscancer är idag en relativt sällsynt cancer i de flesta höginkomstländer, och drabbar i huvudsak äldre män. Sjukdomen behandlas oftast kirurgiskt, men även med strålbehandling, kemoterapi eller immunoterapi.